# Miniopterus africanus
Miniopterus africanus — вид довгокрилів (Miniopterus), ендемік Кенії.

## Морфологічна характеристика
За зовнішнім виглядом він схожий на Miniopterus natalensis, але значно більший. Шерсть на спині світло-коричнева, основа окремих волосків темніше, ніж кінчики. Черевне хутро світліше, ніж хутро на спині, з окремими волосками коричневого кольору біля основи та сірого на кінчику. Довжина передпліччя 48.4–50.5 мм.

## Середовище проживання
Зустрічається в субтропічних чи тропічних вологих гірських лісах.